# Waldemar Kozłowski
Waldemar Kozłowski (ur. 3 marca 1927 w Gościńcu w województwie lubelskim, zm. 25 lipca 1993) – polski leśnik i polityk, minister leśnictwa i przemysłu drzewnego (1981–1985).

## Życiorys
W 1961 ukończył studia w Szkole Głównej Gospodarstwa Wiejskiego w Warszawie. Od 1950 do 1951 pracował w Centrali Handlu Zagranicznego „Paged”, w latach 1952–1955 w Przedsiębiorstwie Robót Kolejowych i w Centralnym Zarządzie Robót Kolejowych. W 1955 rozpoczął pracę w Ministerstwie Przemysłu Drzewnego i Papierniczego, a następnie w Ministerstwie Leśnictwa i Przemysłu Drzewnego. Od 1969 do 1972 wicedyrektor, a do 1981 dyrektor departamentu w ministerstwie.
W 1959 wstąpił do Zjednoczonego Stronnictwa Ludowego, w latach 1984–1988 członek Naczelnego Komitetu ZSL, następnie do 1989 członek głównej komisji rewizyjnej. Od lutego 1981 do listopada 1985 był ministrem leśnictwa i przemysłu drzewnego w rządzie Wojciecha Jaruzelskiego. W latach 1986–1987 był podsekretarzem stanu w Ministerstwie Gospodarki Materiałowej i Paliwowej.
Pochowany na Cmentarzu Wojskowym na Powązkach (kwatera AII-9-14).